# Lesley Boone
Lesley Boone (Los Angeles, 25 febbraio 1968) è un'attrice statunitense.

## Filmografia parziale

### Cinema
- Scappo dalla città 2 (City Slickers II: The Legend of Curly's Gold), regia di Paul Weiland (1994)
- Stuart salva la famiglia (Stuart Saves His Family), regia di Harold Ramis (1995)
- A casa per Natale (I'll Be Home for Christmas), regia di Arlene Sanford (1998)
- Barriere (Fences), regia di Denzel Washington (2016)

### Televisione
- Hooperman – serie TV, 1 episodio (1989)
- Doogie Howser (Doogie Howser, M.D.) – serie TV, 1 episodio (1989)
- Genitori in blue jeans (Growing Pains) – serie TV, 3 episodi (1989-1990)
- Babes – serie TV, 22 episodi (1990-1991)
- Il pericolo è il mio mestiere (Danger Theatre) – serie TV, 1 episodio (1993)
- High Incident – serie TV, 4 episodi (1996)
- Ed – serie TV, 83 episodi (2000-2004)
- Desperate Housewives – serie TV, 2 episodi (2009)
- Medium – serie TV, 2 episodi (2006, 2011)
- Hawaii Five-0 - serie TV, episodio 3x10 (2012)
- Agent Carter – serie TV, 9 episodi (2015-2016)
- Grey's Anatomy – serie TV, 3 episodi (2017-2018)
- Kevin (Probably) Saves the World – serie TV, 6 episodi (2017-2018)
- The Good Doctor – serie TV, 1 episodio (2020)
- NCIS: Los Angeles – serie TV, 6 episodi (2022-2023)

## Doppiatrici italiane
Nelle versioni in italiano delle opere in cui ha recitato, Lesley Boone è stata doppiata da:
- Francesca Guadagno in A casa per Natale, Ed, Desperate Housewives
- Antonella Giannini in Medium
- Barbara Castracane in Hawaii Five-0
- Cristina Poccardi in Agent Carter
- Irene Di Valmo in Grey's Anatomy
- Daniela Abbruzzese in NCIS: Los Angeles